# George Wilkins
George Wilkins (geboren um 1576; gestorben 1618) war ein englischer Dramatiker der für seine vermutete Zusammenarbeit mit Shakespeare bei dem Stück Perikles, Prinz von Tyrus bekannt ist. Er war von Beruf Gastwirt und in kriminelle Aktivitäten verwickelt.

## Leben
Wilkins war Gastwirt in Cow-Cross, London, einem Gebiet, was für seine „Diebe und Huren berüchtigt“ war. Das Meiste über ihn ist aus zeitgenössischen Gerichtsakten bekannt. Wilkins wurde mehrfach wegen Gewaltdelikten angezeigt. Seine Opfer waren vor allem Frauen, so hat er eine Schwangere in den Bauch getreten. Aus den Akten geht hervor, dass Wilkins Kneipe als Bordell gedient hat und er ein Zuhälter war. Wilkins wird mit der Theatergruppe Kings Men und ihrem Leiter William Shakespeare in den letzten Jahren seiner Tätigkeit in London in Zusammenhang gebracht. Shakespeare und Wilkins waren Zeugen in dem Verfahren Bellott v. Mountjoy aus dem Jahre 1612. In seiner eidesstattlichen Erklärung beschrieb er sich selbst als Schankwirt.

## Werke
Er taucht erstmals als Autor der Schmähschrift Three Miseries of Barbary aus dem Jahr 1606 auf. 1607 verfasste er zusammen mit William Rowley und John Day das Stück The Travels of the Three English Brothers, ein Drama über das Leben der Sherley Brüder. Im selben Jahr schrieb er das Stück The Miseries of Enforced Marriage. Dabei geht es um das Leben des Gutsherrn Walter Calverley, der zwei seiner drei Kinder getötet und versucht hatte seine Frau umzubringen.

## Pericles
Einige Forscher sind der Meinung, dass Wilkins Co-Autor von Shakespeare’s Pericles, Prince of Tyre ist und das erste Drittel des Stückes geschrieben hat. In jedem Fall hat Wilkins im Jahre 1608 die Novelle The Painful Adventures of Pericles, Prynce of Tyre veröffentlicht, das in enger Anlehnung an das Stück verfasst wurde.